# Чемпионат Дании среди легковых автомобилей
Чемпионат Дании по шоссейно-кольцевым гонкам среди легковых автомобилей (англ. Danish Touringcar Championship или просто DTC) — это туринговое автомобильное первенство, существовавшее в 1999—2010 годах. Серия полностью базировалась в Дании.

## Общая информация

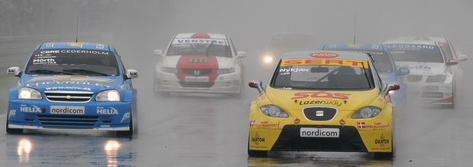
Фрагмент заезда DTC 2007 года, трасса Padborg Park

### История чемпионата
В 1990-х годах во многих странах Европы и, в частности, в Дании немалую популярность обрели трансляции Британского турингового чемпионата. Вскоре Дания, также имевшая множество достаточно сильных гонщиков и команд, последовала примеру соседей из Швеции и создала собственное национальное первенство.
В 2003 году, дабы поощрить участников, не связанных с крупными автопроизводителями, в серии был введён отдельный зачёт для независимых пилотов.
В 2010 году серия была объединена с шведским первенством. В первый год существования нового чемпионата, проведённого под брендом STCC (теперь правда как Скандинавского первенства) Датский туринг сохранился и выявил своего последнего чемпиона, но в 2011 году, когда новый проект показал свою жизнеспособность, национальный чемпионат был окончательно закрыт.

### Регламент
С 2003 года на старт гонок серии допускались только машины класса Super 2000 (как и в тогдашнем чемпионате мира), а также машины национальной категории — N2000 (без омологации от FIA).

### Формат уик-энда
Каждый гоночный уик-энд включает квалификацию и три гонки.

### Очковая система
Зачётные баллы давал финиш на одной из пятнадцати первых позиций в любой гонке.
- Детальная схема присуждения очков в последний год существования серии такова:

|       | 1  | 2  | 3  | 4  | 5  | 6  | 7 | 8 | 9 | 10 | 11 | 12 | 13 | 14 | 15 |
| ----- | -- | -- | -- | -- | -- | -- | - | - | - | -- | -- | -- | -- | -- | -- |
| Гонка | 20 | 17 | 15 | 13 | 11 | 10 | 9 | 8 | 4 | 6  | 5  | 4  | 3  | 2  | 1  |

## Чемпионы серии
| Сезон | Абсолютный зачёт    | Абсолютный зачёт  | Абсолютный зачёт              | Независимый кубок | Независимый кубок       |
| Сезон | Пилот               | Марка             | Команда                       | Пилот             | Марка                   |
| ----- | ------------------- | ----------------- | ----------------------------- | ----------------- | ----------------------- |
| 1999  | Йеспер Сильвест     | Peugeot 306 GTi   | Sylvest Motorsport            | Не проводился     | Не проводился           |
| 2000  | Микаэль Карлсен     | Peugeot 306 GTi   | Team Carlsen BP               | Не проводился     | Не проводился           |
| 2001  | Микаэль Карлсен (2) | Peugeot 306 GTi   | Team Carlsen BP               | Не проводился     | Не проводился           |
| 2002  | Джейсон Уотт        | Peugeot 307 XSi   | Peugeot Statoil Motorsport    | Не проводился     | Не проводился           |
| 2003  | Ян Магнуссен        | Peugeot 307 GTi   | Peugeot Statoil Motorsport    | Йеспер Сильвест   | Citroën Xsara Coupé VTS |
| 2004  | Каспер Элгард       | BMW 320i          | Team Essex Invest             | Мик Легарт        | BMW 320i                |
| 2005  | Каспер Элгард (2)   | BMW 320i          | Team Essex Invest             | Микаэль Карлсен   | Peugeot 307 CC          |
| 2006  | Каспер Элгард (3)   | BMW 320si         | Team Essex Invest             | Филип Андерсен    | BMW 320i                |
| 2007  | Михел Нюкьер        | SEAT León         | SEAT Racing Team              | Микаэль Оутсен    | BMW 320si               |
| 2008  | Ян Магнуссен (2)    | BMW 320si         | Den Blå Avis Fleggaard Racing | Роберт Шлюнссен   | Peugeot 407             |
| 2009  | Михел Нюкьер (2)    | Chevrolet Lacetti | Chevrolet Motorsport Danmark  | Пер Поульсен      | Honda Accord            |
| 2010  | Каспер Элгард (4)   | BMW 320si         | Team Telesikring              | н/д               | н/д                     |